# Croydon Central (circonscription britannique)
Pour les articles homonymes, voir Croydon (homonymie).
Circonscription parlementaire de la Chambre des communes
La circonscription de Croydon Central est une circonscription électorale anglaise située dans le Grand Londres, et représentée à la Chambre des communes du Parlement britannique.

## Géographie
La circonscription comprend :
- La ville de banlieue londonienne de Croydon
- Le borough londonien de Croydon
  - Les localités d'Addington, d'Addiscombe et Forestdale

## Députés
Les Members of Parliament (MPs) de la circonscription sont :
| Législature                            | Années       | Député         | Député                 | Parti        |
| -------------------------------------- | ------------ | -------------- | ---------------------- | ------------ |
| Croydon Central issue de Croydon South |              |                |                        |              |
| 46e                                    | 1974–1974    |                | John Moore             | Conservateur |
| 47e                                    | 1974–1979    |                | John Moore             | Conservateur |
| 48e                                    | 1979–1983    |                | John Moore             | Conservateur |
| 49e                                    | 1983–1987    |                | John Moore             | Conservateur |
| 50e                                    | 1987–1992    |                | John Moore             | Conservateur |
| 51e                                    | 1992–1997    | Paul Beresford |                        | Conservateur |
| 52e                                    | 1997–2001    |                | Geraint Richard Davies | Travailliste |
| 53e                                    | 2001–2005    |                | Geraint Richard Davies | Travailliste |
| 54e                                    | 2005–2010    |                | Andrew Pelling         | Conservateur |
| 54e                                    | 2007-2010    |                | Andrew Pelling         | Indépendant  |
| 55e                                    | 2010–2015    |                | Gavin Barwell          | Conservateur |
| 56e                                    | 2015–2017    |                | Gavin Barwell          | Conservateur |
| 57e                                    | 2017–2019    |                | Sarah Jones            | Travailliste |
| 58e                                    | 2019–Présent |                | Sarah Jones            | Travailliste |

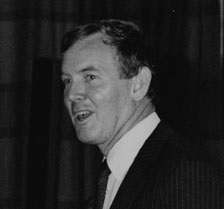
John Moore (1974-1992)
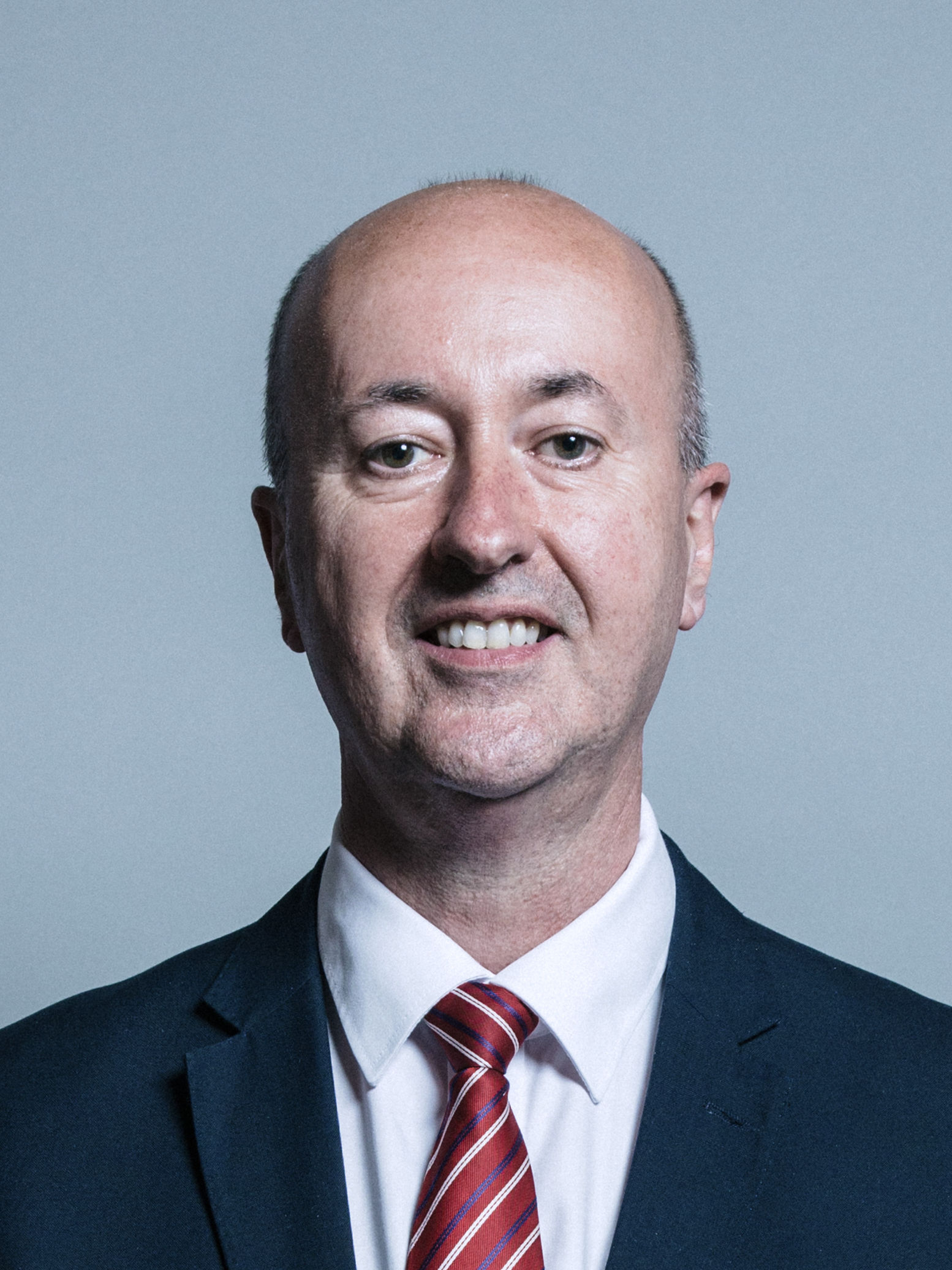
Geraint Richard Davies (1997-2005)
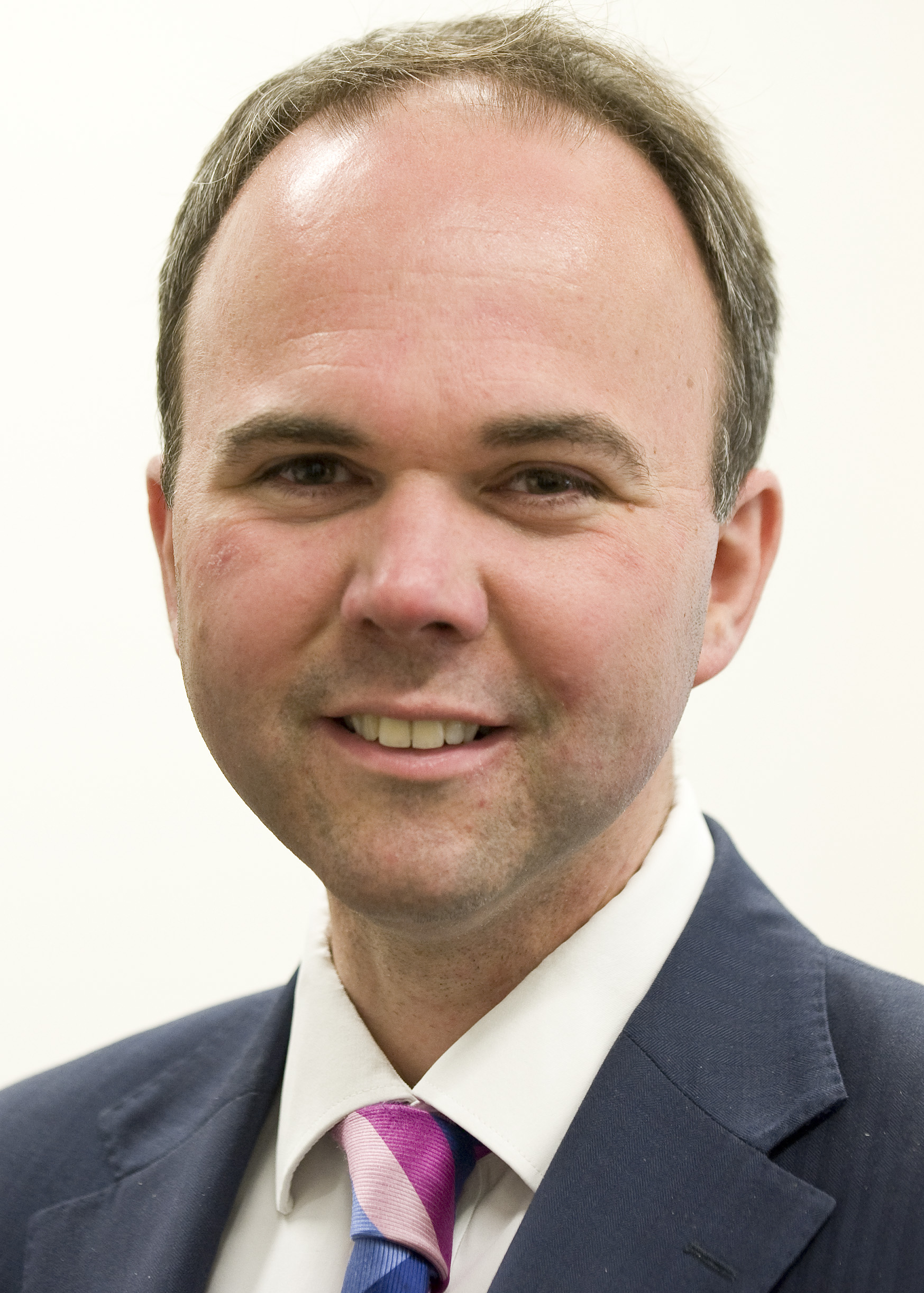
Gavin Barwell (2010-2017)
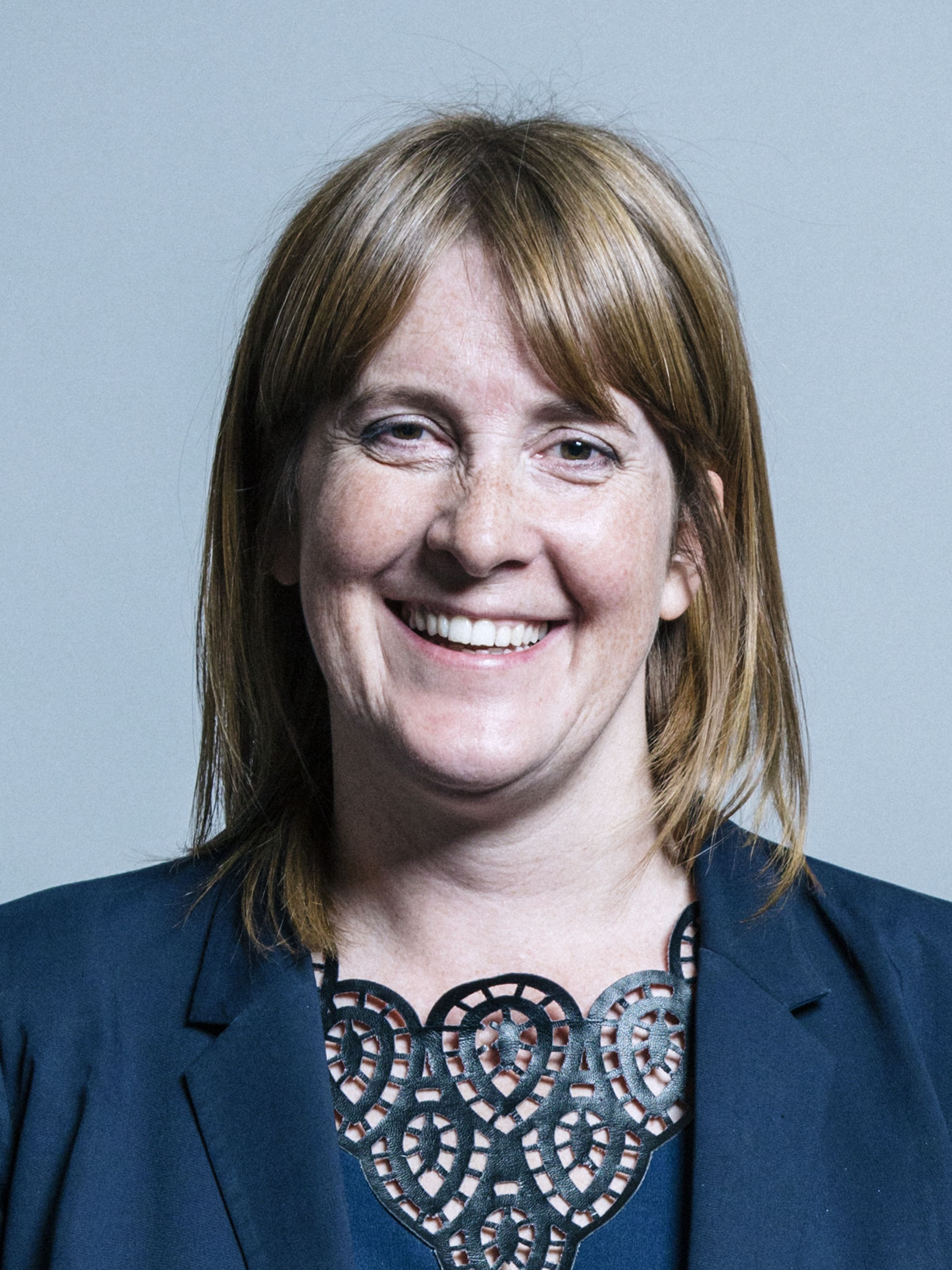
Sarah Jones (2017-Présent)